# Departamento de Guatavita
Guatavita fue uno de los departamentos en que se dividía el Estado Soberano de Cundinamarca (Colombia). Fue creado por medio de la ley del 7 de septiembre de 1862, a partir del territorio oriental de la provincia de Mariquita. Tenía por cabecera a la ciudad de Guatavita. El departamento comprendía parte del territorio de las actuales regiones cundinamarquesas de Guavio y Almeidas.

## División territorial
El departamento al momento de su creación (1857) estaba dividido en los distritos de Guatavita (capital), Guasca, Sopó, Sesquilé, Calera, Usaquén, Junín, Gachetá, Gachalá, Ubalá, Medina, Upía y Cabuyaro.